# 損保ジャパン名古屋ビル
損保ジャパン名古屋ビル （そんぽジャパンなごやビル） は、愛知県名古屋市中区丸の内にある超高層ビルである。

## 概要
地下鉄久屋大通駅に近い桜通沿いにある超高層ビル。建設当時の旧称は、安田火災名古屋ビル。合併に伴う幾度かの名称変更を経て、2020年4月1日に損害保険ジャパン日本興亜から損害保険ジャパン（2代目）に商号変更したのを機に再度損保ジャパン名古屋ビルに名称変更され、現在に至っている。
損保ジャパングループの名古屋での拠点が置かれているほか、オフィスフロアにはテナントが入居している。
地元名古屋出身の有名な建築家黒川紀章が名古屋では初めて設計した超高層ビルであることや、同社のメセナ事業である「損保ジャパン人形劇場ひまわりホール」があることで有名である。

## 主なテナント
- 損害保険ジャパン
- 損保ジャパンパートナーズ[4]
- 大東化学
- 共同コンピューター
- 日本トリム

## 損保ジャパン人形劇場ひまわりホール
1989年に開設された日本初の企業による116人収容の人形劇専用劇場で、運営は地元東海地方のプロ・アマの人形劇団約150団体が作る「NPO・愛知人形劇センターである。
劇場での人形劇公演やワークショップの企画・制作以外に下記の事業を行っている。
- 人形劇情報誌「月刊あっぷ」の発行
- プロによる人形劇養成講座
- 「脚本賞」公募と入選作品の上演
- 福祉施設への出前公演

## 最寄駅
- 名古屋市営地下鉄名城線・桜通線 久屋大通駅1番出口
- 名古屋市営地下鉄鶴舞線・桜通線 丸の内駅4番出口

## 参照
- NPO・愛知人形劇センター ひまわりホールのご案内（ウェブサイト）
- 「メセナ大賞2001」　メセナ協議会（）